# آر ایرلاینز
آر ایرلاینز (به انگلیسی: R Airlines) یک شرکت هواپیمایی با کد یاتا RK است که در تاریخ ۱ اکتبر ۲۰۱۲ میلادی تأسیس شده‌است. دفتر مرکزی آر ایرلاینز در فرودگاه بین‌المللی دن موئنگ، بانکوک واقع شده‌است و قطب این شرکت هواپیمایی در فرودگاه بین‌المللی دن موئنگ قرار دارد و به ۲ مقصد، پرواز انجام می‌دهد.